# チャチャチャ

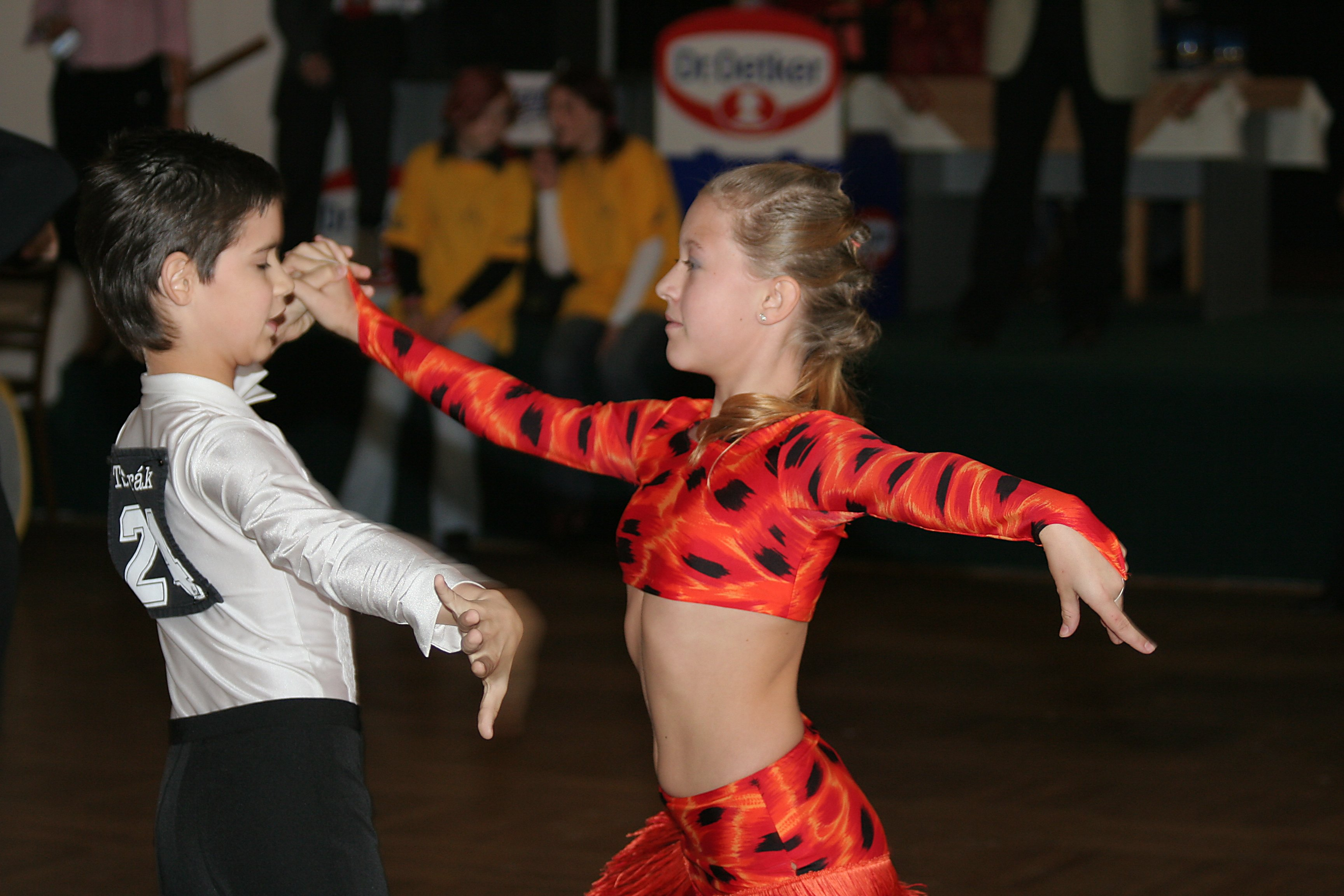
チェコの子供ダンス大会にて

チャチャチャ (cha-cha-chá) は、ダンソンとソン・モントゥーノをベースにした、キューバ起源のリズム、およびダンスである。ラテン音楽のリズムの1つで、2拍子系。キューバのダンス音楽ダンソンを改良したもので、1950年代に流行した。
1953年、作曲家・ヴァイオリニストのエンリケ・ホリンが創始した。
主にチャランガ（フルート、ヴァイオリン、ピアノ、ベース、打楽器等による楽器編成）で演奏され、主要なグループにオルケスタ・アラゴン、（ホリンも在籍した）オルケスタ・アメリカなどがある。

## 歴史
チャチャチャはマンボから発展した。マンボの創始者の1人とされるアントニオ・アルカーニョの楽団から、1948年に脱退したキューバの作曲者兼ヴァイオリン奏者エンリケ・ホリンがオルケスタ・アメリカ楽団に参加し、1953年に書いた最初のチャチャチャ「ラ・エンガニャドーラ（惑わす女）」がヒットし、一大ブームとなった。「ラ・エンガニャドーラ」はスローなリズムのマンボだが、バンドメンバー全員でコーラスをユニゾンで歌い、ダブルビートの終わりに「チャ」という吐息のようなアクセントを入れた点が特徴である。ホリンはダンサーのステップが床を叩く音からチャチャチャのリズムを思いついたという。
マンボよりもスローなチャチャチャは、ダンサーにとって踊りやすく美しいステップが踏めると好評だった。世界的なマンボのブームの最中、キューバではマンボよりもチャチャチャに人気が集まっていた。